# Neuroradiologia vascolare
La neuroradiologia vascolare si avvale della tomografia computerizzata e dell'imaging a risonanza magnetica per la diagnosi di patologie a carico dei vasi intracranici e dei tronchi sovraortici (in quest'ultimo caso è utile anche l'ecografia mediante tecnica color-doppler). L'angiografia e le tecniche di radiologia interventistica sono invece di solito destinate ai trattamenti endovascolari. Le patologie più studiate in tale ambito sono l'aterosclerosi, il furto della succlavia, le dissecazioni, le malformazioni vascolari, ed i tumori del glomo carotideo adiacenti ai vasi arteriosi (paraganglioma).

## Aterosclerosi

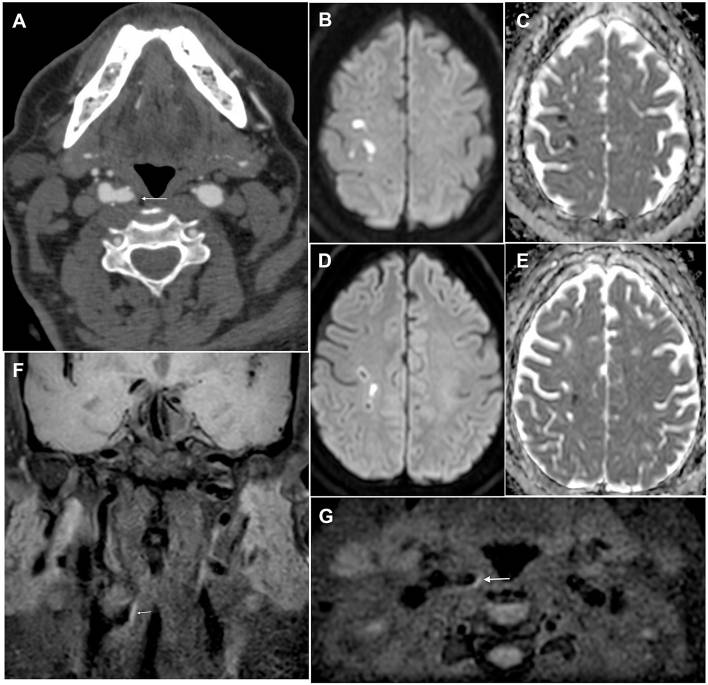
Placca aterosclerotica a livello dell'arteria carotide interna di destra (freccia) che appare ipodensa e non stenosante all'maging TC; A tale reperto si associano diversi focolai ischemici in ambito encefalico rilevati mediante imaging RM (da B a E sequenze pesate in diffusione e corrispondenti mappe ADC); sempre mediante RM utilizzando sequenza T1 pesate black pool (F,G) è possibile evidenziare un'area di iperintensità nel contesto della placca rilevata alla TC (freccia); tale reperto è da riferire ad emorragia intraplacca (placca instabile).

Le metodiche di angio-TC ed angio-RM consentono di valutare sede, estensione, spessore e caratteristiche delle placche ateromasiche. A parità di spessore una placca instabile può essere causa di tromboembolismo ed è caratterizzata da un cap fibroso sottile associata ad un core necrotico-lipidico. La presenza di un cap fibroso o di calcificazione è invece indicativo di placca stabile. Grossi trial hanno evidenziato come stenosi carotidee occupanti oltre il 70% del lume devono essere trattate per via chirurgica o endovascolare, mentre minor beneficio terapeutico si ha per stenosi fra il 60 ed il 50% e nessun beneficio per stenosi inferiori al 50%. Scopo delle metodiche radiologiche non è solo evidenziare le stenosi di spessore tale da meritare un approccio terapeutico ma anche valutare la stabilità di lesioni di minore entità che possono comunque essere meritevoli di attenzione. La prima indagine utile a tale scopo è l'ecografia per via della sua semplicità e del basso costo, tuttavia tale metodica non consente di studiare il circolo intracranico ed intratoracico, è operatore-dipendente ed è di difficile esecuzione a livello di alcuni distretti anatomici tortuosi, oltre a dare artefatti in caso di lesioni calcifiche. L'angio-TC è l'indagine di secondo livello più utilizzata per via di una più semplice interpretazione ed esecuzione rispetto alla angio-RM oltre che per una maggiore diffusione sul territorio dei tomografi TC e per il costo più basso. Gli studi angio-TC sono più accurati rispetto a quelli RM anche nello studio di pazienti già sottoposti a trattamenti endovascolari con posizionamento di stent, tuttavia sono gravati dalla somministrazione al paziente di radiazioni ionizzanti.

### Valutazione TC
Il primo scopo della TC in questa patologia è valutare lo spessore della stenosi, cosa in cui la metodica è estremamente accurata (in alcuni casi la presenza di calcificazioni o aree infiammate può dare artefatti di blurring che possono rendere i valori un po' meno affidabili). Il metodo NASCET (più utilizzato) prende come riferimento piani perpendicolari al vaso da studiare e si attua misurando il rapporto fra il punto di massima stenosi ed il diametro vasale di una porzione distale dell'arteria carotide indenne (metodo non utilizzabile se tutto il vaso è colpito), mentre il metodo EST rapporta il diametro del punto di massima stenosi con quello del vaso nella stessa sede includendo anche la placca (questo metodo quindi fornisce valori di stenosi più elevati). È anche possibile misurare direttamente il lume carotideo: utilizzando un valore soglia di 1 mm è possibile distinguere le stenosi da trattare chirurgicamente, mentre una soglia inferiore a 1,4 mm caratterizza le stenosi da trattare con metodiche non chirurgiche.
La TC consente di valutare anche la morfologia della placca. Una placca con margini smussi è indicativa di stabilità, mentre una placca eccentrica e con irregolarità di superficie depone per una placca instabile, come anche la presenza di ulcerazione superficiale o di un cap fibroso più sottile di 1 mm. Le lesioni ulcerate possono essere di 4 tipi. che non differiscono per entità del rischio (i tipi 1 e 3 sono i più frequenti):
- tipo 1: ulcerazione perpendicolare al lume
- tipo 2: collo dell'ulcera stretto e ristretto in sede prossimale e distale
- tipo 3: collo dell'ulcera in sede prossimale ristretto distalmente
- tipo 4: collo dell'ulcera distale ristretto prossimalmente

Le componenti costituenti la placca possono essere caratterizzate utilizzando la TC: le lesioni prevalentemente adipose presentano valori di densità inferiori a 60 HU, quelle "miste" fra 60 e 130 HU, quelle calcifiche sopra le 130 HU. Lesioni con densità inferiore a 30 HU sono associate ad un core lipidico, mentre aree nel contesto della placca con valori di densità inferiori a 0 HU depongono per emorragie intraplacca e quindi instabilità. Alcuni Autori sostengono di poter anche valutare il grado di flogosi nel contesto della placca studiando il suo potenziamento dopo somministrazione di mezzo di contrasto.

### Valutazione RM
Le metodiche RM che non impiegano il mezzo di contrasto sono spesso inficiate da artefatti dovuti al flusso turbolento del sangue che provocano caduta del segnale (nei vasi affetti da stenosi ateromasiche questi artefatti sono la norma) di conseguenza spesso i valori di spessore delle stenosi trovati con queste metodiche non sono ben confrontabili con quelli rilevati tramite angiografia; motivo per cui di norma in RM sono utilizzate le sequenze eseguite dopo iniezione di mezzo di contrasto. Secondo recenti trial la Angio-RM così eseguita è un po' più affidabile dell'angio-TC nello studio delle stenosi di entità superiore al 70%, mentre sembra essere un po' meno affidabile nelle stenosi moderate.
Le metodiche angio-RM sono in grado di studiare solo il lume vasale, quindi al contrario delle metodiche angio-TC non possono fornire informazioni sulla parete se non per la presenza di ulcerazione. Utilizzando scansioni TOF (Time Of Flight senza mezzo di contrasto) è possibile caratterizzare nella maniera più accurata il cap fibroso che in queste sequenze appare di norma come banda ipointensa localizzata all'interno del lume negli ateromi che presentano un cap abbastanza spesso (se il cap è sottile questo reperto non è visibile). In caso di rottura dell'ateroma le sequenze TOF evidenziano una focale area ipointensa adiacente al lume da riferire ad emorragia o trombo murale.
La tipologia di placca può essere studiata utilizzando apposite sequenze e bobine, tuttavia è un'indagine RM molto complessa, ma promettente ed ancora oggetto di ricerche. Come per altri distretti corporei è così possibile studiare il materiale di cui la placca è composta sfruttando il tipico segnale RM emesso da lipidi, liquidi e tessuti solidi che viene studiato mediante RM multiparametrica (sequenze T1, T2, DP e TOF, oltre che dopo somministrazione di mezzi di contrasto di flusso per lo studio della componente vasale intraplacca, superparamagnetici per lo studio della componente macrofagica o specifici per target biologici importanti dal punto di vista patogenetico).

## Furto della succlavia

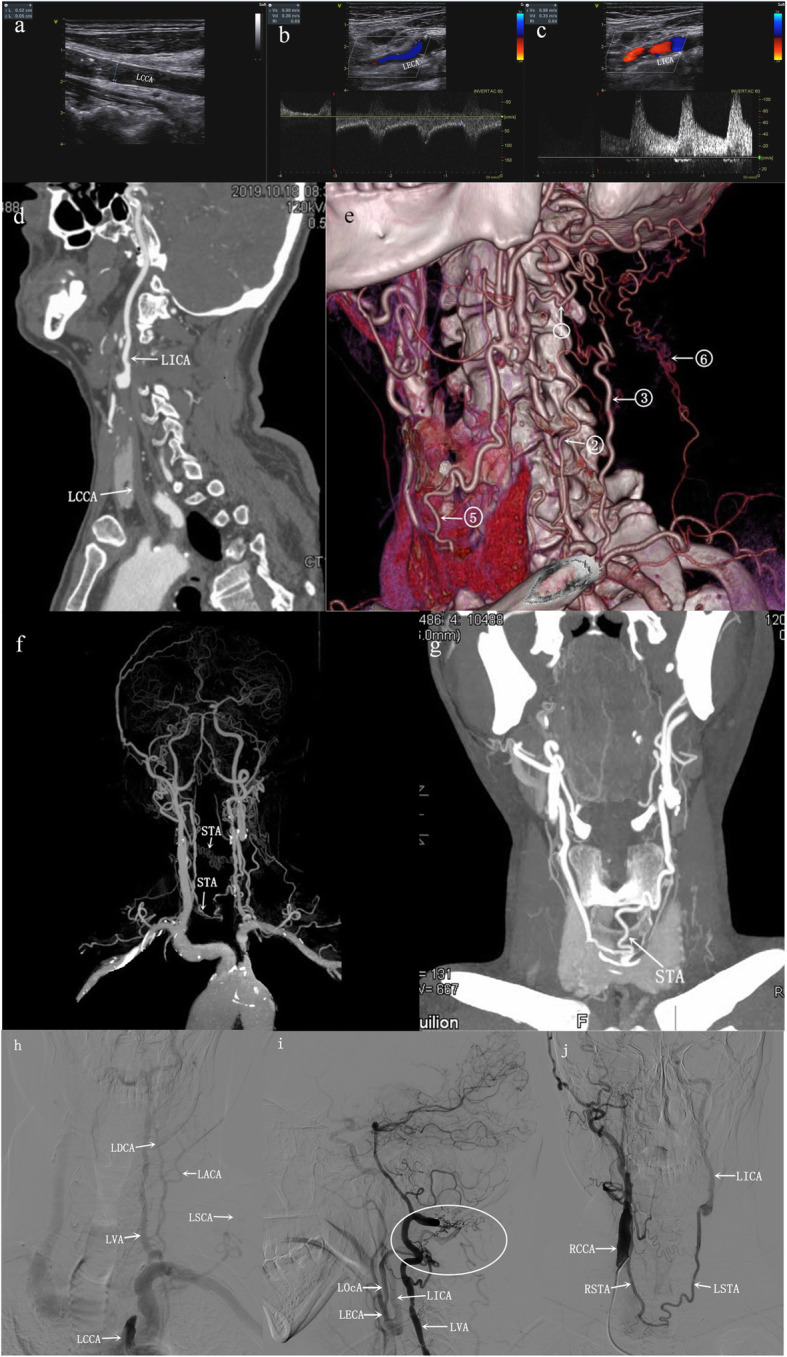
Furto della succlavia indagato mediante ecografia (a-c), tomografia computerizzata (d-g) ed angiografia (h-j)

È una sindrome causata da una placca aterosclerotica occludente l'arteria succlavia a monte dell'origine dell'arteria vertebrale, che quindi rifornisce il tratto arterioso a valle della stenosi causando caduta del flusso ematico cerebrale. La diagnosi viene fatta dimostrando la stenosi e l'inversione del flusso. L'angio-TC è molto accurata nell'identificare la stenosi, mentre le metodiche angio-RM senza mezzo di contrasto sono adatte a rilevare l'inversione del flusso ematico. Utilizzando 2 acquisizioni TOF 2D, una per ogni direzione del flusso è possibile identificare in un caso l'arteria con il flusso regolare e nell'altro quella con il flusso patologico. Tali sequenze consentono anche di misurare l'entità del furto, proporzionale all'intensità del segnale. È possibile ottenere dati simili anche mediante studi dinamici dopo mezzo di contrasto, incannulando l'arto controlaterale al vaso colpito per ridurre gli artefatti da pulsazione e respiratori.

## Dissecazione

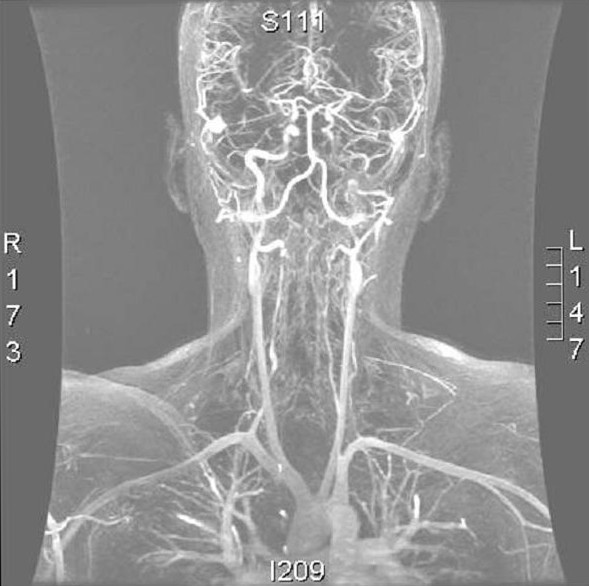
Angio-RM dopo mezzo di contrasto che mostra dissecazioni a carico delle arterie carotide interna di sinistra (con adiacente ematoma), delle arterie vertebrali e della succlavia di destra

Le metodiche radiologiche di angio-TC ed angio-RM sono fondamentali per riconoscere tempestivamente questa patologia e quindi attuare un'adeguata terapia medica o endovascolare mediante tecniche di radiologia interventistica. La maggior parte degli ematomi subintimali regredisce al follow-up radiologico, al contrario delle dilatazioni subavventiziali.
All'angiografia la dissecazione subintimale si presenta con un aspetto detto "a fiamma di candela" mentre lo pseudoaneurisma da dissezione subaventiziale appare di aspetto fusiforme. In alcuni casi è possibile distinguere il flap intimale o un falso lume. All'ecografia (indagine usata più spesso come primo step) è possibile osservare dilatazione esterna del vaso colpito, l'ematoma intramurale o il flap intimale, associate spesso a modificazioni del segnale Doppler. L'ecografia è spesso affetta da falsi negativi in quanto non è in grado di studiare tutto l'albero vascolare. La RM è superiore alla TC nel rilevare l'ematoma intramurale ed è pertanto l'esame di secondo livello raccomandato rispetto alla TC, che comunque rimane una valida alternativa che ha l'indubbio vantaggio di permettere una valutazione contemporanea di scheletro e tessuti molli in seguito ai traumi.

### Valutazione TC
L'ematoma intramurale è difficile da osservare alla TC in quanto presenta la stessa densità dei tessuti circostanti. spesso l'ematoma è evidente come restrizione del lume vasale, in alcuni casi è invece possibile osservare un inspessimento "a semiluna" del lume o la presenza di un aspetto fusiforme del vaso in caso di aneurismi subavventiziali.

### Valutazione RM
La RM consente di valutare agevolmente la presenza del trombo intramurale (evidente alle sequenze T1, T2 e DP pesate per la presenza di derivati dell'emoglobina) e la morfologia vasale. L'ossiemoglobina è presente fino a 72 ore dall'evento e mostra l'ematoma come isointenso nelle sequenze T1 pesate rispetto al tessuto muscolare intorno, rendendone difficile l'identificazioni in fase molto precoce; oltre le 72 ore il segnale T1 diventa iperintenso per la comparsa di metaemoglobina paramagnetica, rendendo la diagnosi agevole.
La sensibilità della RM nello studio delle arterie vertebrali è inferiore rispetto alle carotidi per via della ridotta dimensione di questi vasi, oltre per la vicinanza di plessi venosi che possono dare un segnale artefattuale "a semiluna". Il restringimento del lume può anch'esso essere facilmente rilevato mediante RM, specie usando metodiche TOF ove il trombo risulta nettamente ipointenso con segnale eccentrico "a semiluna" o il mezzo di contrasto che opacizza il lume.
Mediante bobine e sequenze dedicate è possibile studiare l'ematoma intramurale con modalità simili a quelle già descritte per la placca ateromasica nel paragrafo precedente.

## Malformazioni vascolari
A livello cerebrale, secondo lo schema di Russel e Rubinstein,  sono distinte in 4 differenti entità: malformazioni arterovenose, emangioma cavernoso, anomalie dello sviluppo venoso e teleangectasie.

### Malformazioni arterovenose

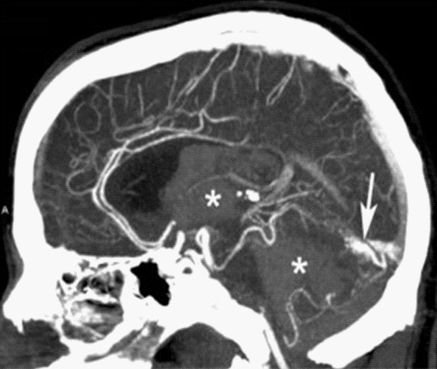
MAV rotta con associata emorragia vista all'angio-TC

Le malformazioni arterovenose (MAV) possono essere scoperte accidentalmente in corso di esami radiologici oppure presentarsi clinicamente come emorragie (complicanza più temuta) o come ischemie da furto con conseguenti cefalea, deficit neurologici focali o crisi epilettiche. Le lesioni che più spesso sanguinano sono quelle che nel loro contesto presentano microaneurismi, sono rifornite da piccoli rami arteriosi perforanti o sono drenate da un solo vaso venoso, specie se profondo. Anche lesioni a livello di aree critiche (corteccia sensorimotoria, visiva, aree del linguaggio, nuclei della base, tronco encefalico, peduncoli e nuclei cerebellari) sono a maggior rischio. Queste malformazioni più frequentemente si rinvengono in sede sovratentoriale.
L'evidenziazione di MAV non rotte alla TC basale è molto difficoltosa in quanto sono isodense rispetto al restante parenchima  (possono essere evidenti calcificazioni da pregresse emorragie misconosciute), al contrario in caso di rottura l'emorragia è ben evidente come un'area fortemente iperdensa (vedi neuroradiologia delle emorragie) e per tal motivo la TC è spesso il primo esame eseguito in questi pazienti. L'uso del mezzo di contrasto abbinato alla TC nelle MAV non rotte rende invece la diagnosi molto semplice e le metodiche angio-TC sono utili nel planning preoperatorio (piccole MAV possono tuttavia sfuggire).
Alla RM le sequenze T2 e DP pesate permettono di rilevare sia i vasi che compongono la MAV sia l'area di gliosi attorno. Le sequenze FLAIR sono più efficaci delle T2 o DP nel rilevare la gliosi. Le sequenze T1 pesate mostrano intensità del segnale variabile in funzione del flusso ematico. (il nidus della lesione è evidente come un insieme di vasi con un caratteristico vuoto di segnale a causa del flusso ematico elevato). Il mezzo di contrasto può essere utilizzato per ottenere dati comparabili con la TC, mentre le sequenze T2* GRE consentono un agevole individuazione dei depositi di emosiderina da precedenti microsanguinamenti misconosciuti. La RM è anche utile per valutare gli esiti di un eventuale trattamento radiochirurgico. Le sequenze Angio-RM non sono più sensibili delle T1 pesate nel rilevare le MAV, tuttavia sono utili per differenziarle da altre patologie con segnale simile (calcificazioni, emorragie pregresse o emboli). Le sequenze più utilizzate per visualizzare queste malformazioni sono le TOF 3D, mentre le TOF 2D sono meglio impiegate per lo studio del loro versante venoso o per valutare meglio i rapporti con le strutture circostanti. Le sequenze Angio-RM sono infine molto utili per studiare i vasi in pazienti con emorragia da rottura (che presentano segnale di fondo elevato) o con malformazioni a basso flusso (che presentano basso segnale alle sequenze TOF). Per distinguere all'angio-RM i vasi arteriosi da quelli venosi è anche possibile acquisire le immagini nel tempo (angio-RM 4D). Gli studi di attivazione corticale consentono di verificare i rapporti della malformazione con aree cerebrali importanti, come anche quelli trattografici consentono di valutare i rapporti della lesioni con i fasci di sostanza bianca (fascio corticospinale e fascicolo arcuato in primis) in vista di un approccio terapeutico (durante il trattamento radiochirurgico le immagini possono essere coregistrate con la posizione del paziente durante il puntamento).
L'unica metodica che consente una precisa misurazione del flusso ematico nelle MAV e contemporaneamente il loro trattamento endovascolare è l'angiografia effettuata da un radiologo interventista. Questa metodica permette anche nei casi dubbi di differenziare le MAV dalle fistole artero-venose durali dovute a pregresse tromboflebiti. Le altre malformazioni vascolari raramente all'imaging possono essere confuse con una MAV, tuttavia il dubbio può porsi in corso di emorragia.

### Emangioma cavernoso

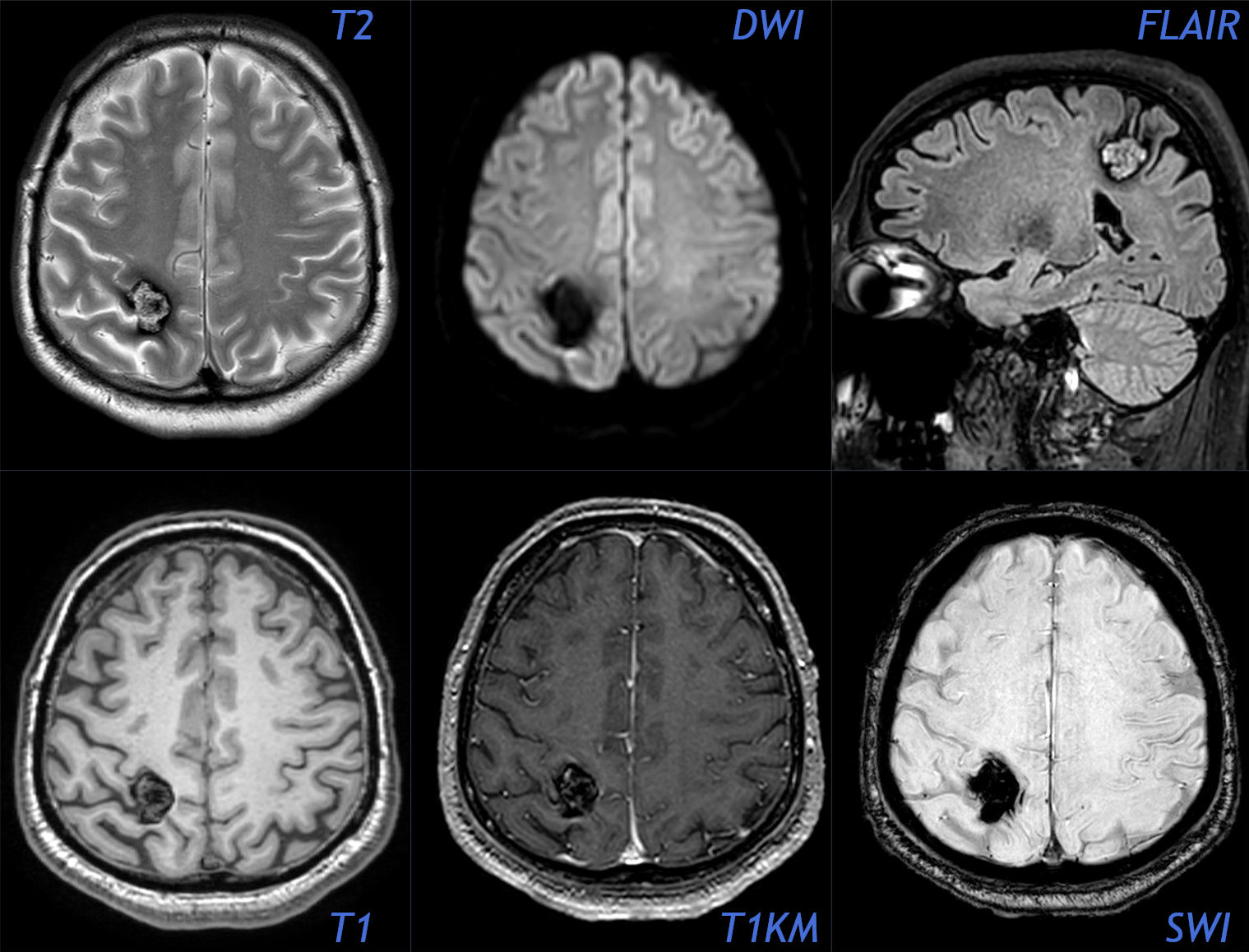
Emangioma cavernoso studiato mediante diverse sequenze RM

L'emangioma cavernoso non è visibile all'angiografia. Si evidenzia di norma clinicamente con crisi epilettiche focali causate da depositi di emosiderina ed anche in questo caso la complicanza più temuta è l'emorragia da rottura, anche se è possibile osservare anche deficit neurologici per vicinanza di queste lesioni con aree nobili. I cavernomi sono localizzati di solito in sede corticale e presentano un aspetto multilobulato "a nido d'ape" con margini ben definiti. Al loro interno sono spesso presenti trombi.
Alla TC si evidenziano di solito solo in caso di emorragia o solo se molto grandi (a volte è possibile osservare intorno delle calcificazioni) ed in ogni caso la metodica da sola non consente una caratterizzazione accurata. Le lesioni vecchie possono raramente presentarsi ipodense per evoluzione cistica. Dopo somministrazione di mezzo di contrasto mostrano impregnazione disomogenea per la presenza nel contesto della lesione di aree cistiche e trombi.
La RM è la metodica di elezione per lo studio dell'emangioma cavernoso in quanto l'aspetto di queste immagini è patognomonico per questa patologia. La lesione è disomogenea in tutte le sequenze, mentre il nucleo centrale è disomogeneamente iperintenso nelle sequenze SE o TSE per la presenza di metaemoglobina all'interno dei vasi trombizzati, con aspetto "reticolato" per la contemporanea presenza di emosiderina (aspetto moriforme o "a pop corn"). A livello periferico la lesione mostra un orletto ipointenso in tutte le sequenze dovuto sempre all'emosiderina in questa sede.
I cavernomi possono essere confusi con emorragia da altra causa in quanto possono apparire pure loro iperintense in diverse sequenze, non dovrebbero però mostrare la struttura interna moriforme o l'anello ipointenso. Nei casi dubbi si può ripetere l'esame RM a distanza di tempo per vedere se e come la lesione evolve (le emorragie intraparenchimali cambiano pattern di segnale nel corso del tempo). Allo stesso modo anche esiti ischemici con o senza componenti emorragiche possono entrare in diagnosi differenziale, come pure aree di amiloidosi, esiti traumatici, petecchie ipertensive ed esiti di trombosi venose profonde, che però di solito hanno una presentazione clinica differente e non mostrano il core con aspetto moriforme.

### Anomalie dello sviluppo venoso
Le malformazioni venose sono di solito scoperte casualmente in seguito ad accertamenti radiologici per altre cause. E' dubbio che queste lesioni possano rompersi direttamente dando un'emorragia, mentre possono essere cause di complicanze trombotiche o da aumento della pressione al loro interno che possono causare rottura dei vasi a monte. Anatomicamente sono composte da tante venule che drenano in un unico tronco collettore il quale sfocia nel sistema venoso generale tramite una vena subependimale o superficiale (spesso si localizzano in adiacenza dei ventricoli laterali, ma possono essere presenti sia in sede sovra che sottotentoriale ed in questi casi essere drenati da vene precentrali, transpontine, longitudinali intrategmentali o da vene dei recessi laterali del quarto ventricolo).
Alla TC queste malformazioni sono poco evidenti (al limite possono presentarsi come un "ciuffo" di strutture lineari poco iperdense a disposizione radiale, segno del "caput medusae"). La vena di drenaggio può essere vista anche senza utilizzare il mezzo di contrasto se molto voluminosa. Tutte queste strutture sono sempre ben visibili all'angio-TC.
Alla RM la lesione appare con aspetto serpiginoso o nastriforme, con immagine di vuoto di segnale nelle sequenze T1 pesate. Le sequenze T2 pesate e FLAIR mostrano spesso la vena centrale iperintensa. Le sequenze GRE mostrano segnale ipointenso per la presenza di deossiemoglobina all'interno del vaso venoso, mentre il tessuto cerebrale intorno può presentare alterato segnale da gliosi. Dopo somministrazione del mezzo di contrasto i vasi tributari del collettore appaiono iperintensi, disposti a raggi di ruota ed aumentano di calibro distalmente (aspetto "a caput medusae"). Le immagini TOF ricostruite con tecnica MPR consentono di evidenziare bene il vaso collettore, mentre lo studio di perfusione mostra spesso anomalie nel flusso ematico regionale.

### Teleangectasie

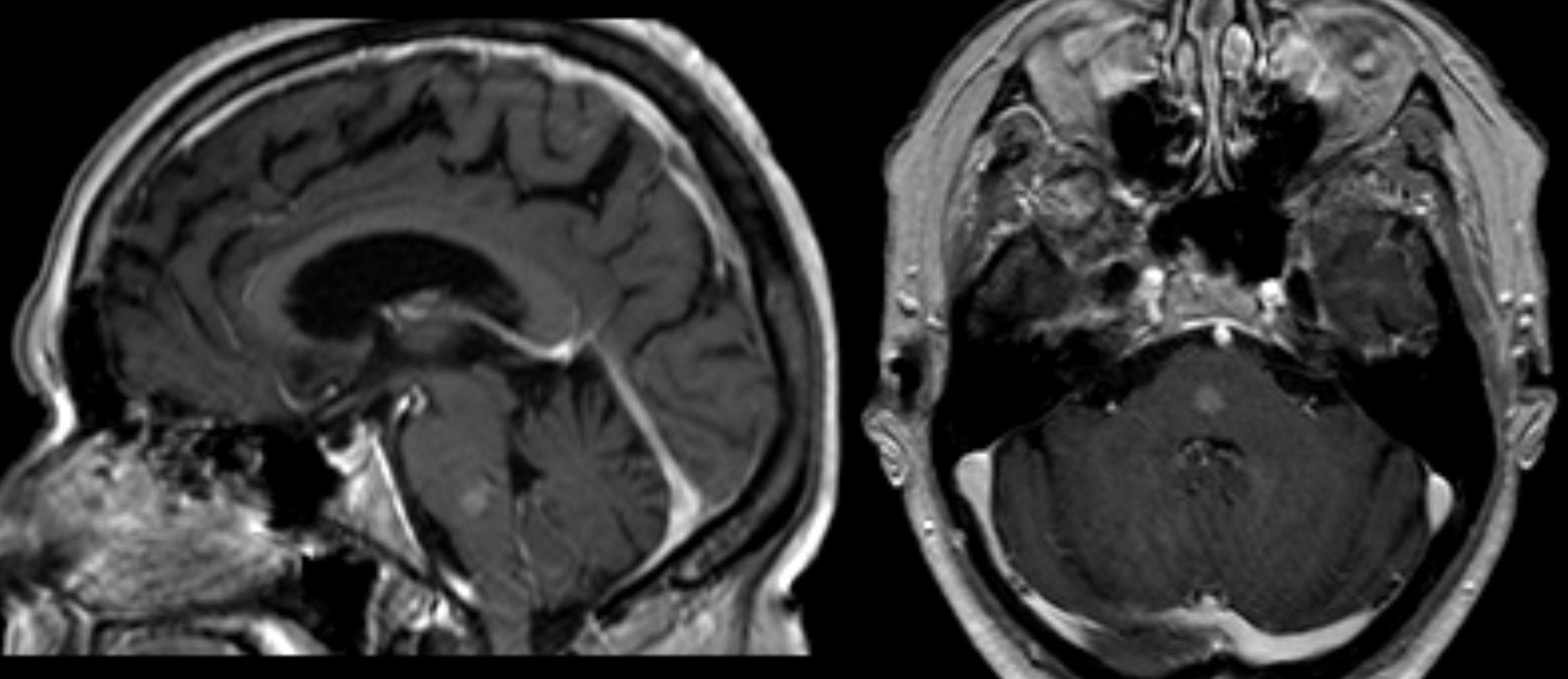
Teleangectasia del ponte evidente dopo somministrazione di mezzo di contrasto come una piccola area di modica iperintensità

Le teleangectasie non sono evidenziabili in angiografia e sono di solito scoperte in seguito ad accertamenti eseguiti per altre cause. Raramente si complicano in emorragie e più spesso se si manifestano clinicamente lo fanno con crisi epilettiche o deficit neurologici. Di solito sono localizzate a livello del ponte e non vengono trattate in alcun modo. Alla RM appaiono come aree nastriformi con sfumata iperintensità nelle sequenze T2 pesate e sfumato potenziamento dopo somministrazione di mezzo di contrasto. Le sequenze GRE le dimostrano come aree ipointense a causa del loro contenuto in deossiemoglobina. Le sequenze TSE possono mostrare sfumata iperintensità artefattuale dovuta alla cancellazione del segnale della deossiemoglobina. Alcuni gliomi, come pure la mielinosi pontina o le placche di demielinizzazione possono entrare in diagnosi differenziale con le teleangectasie, in tali casi è bene eseguire le immagini dopo somministrazione di mezzo di contrasto o con sequenze GRE e TSE.

## Paraganglioma

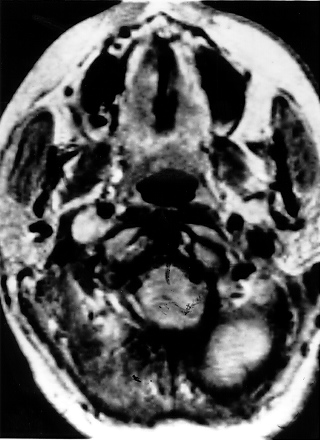
Paraganglioma del glomo carotideo destro che appare alla RM come una massa iperintensa in questa sequenza T2 pesata. Il paziente è affetto dalla sindrome di von Hippel-Lindau e presenta analoghe lesioni in sede surrenalica

La sede sospetta di questa neoplasia, definibile dalla clinica manifestata dal paziente, influenza l'approccio diagnostico neuroradiologico. L'ecografia è l'indagine di primo livello nella ricerca di questi tumori in quanto molto sensibile, ma anche poco specifica.
La TC è l'indagine di scelta per lo studio delle forme interessanti il glomo timpanico e quindi adiacenti all'osso temporale, ove è in grado di evidenziarne il rimaneggiamento causato dal tumore e l'interessamento dell'orecchio interno. La lesione appare di norma ben delimitata, a contorni netti ed ipodensa alle scansioni senza mezzo di contrasto (diventa iperdensa precocemente dopo somministrazione di mdc).
Alla RM i paragangliomi appaiono come lesioni di forma ovalare, ben definite, ipo-isointensi nelle sequenze T1 pesate e disomogenei in quelle T2 pesate (aspetto "a sale e pepe"). Tali lesioni presentano inoltre basso flusso ematico. Strie di segnale assente da fenomeni di flow-void sono patognomoniche delle lesioni di questo tipo di maggiori dimensioni. Dopo mezzo di contrasto la lesione ha un comportamento simile a quello già descritto per la TC. Le immagini in fase venosa sono utili per riconoscere eventuali adenopatie secondarie, mentre le metodiche angio-TC ed angio-RM (con mdc per ovviare alla presenza di turbolenze nel flusso) permettono di studiare il rapporto dei vasi con le lesioni.
L'angiografia è i questi casi fondamentale per identificare i peduncoli arteriosi che irrorano la masa tumorale in vista di un'eventuale embolizzazione preoperatoria per ridurre il rischio emorragico. Le lesioni con questa tecnica presentano un intenso blush arterioso precoce.